# Chapadão do Céu
Chapadão do Céu är en kommun i Brasilien.   Den ligger i delstaten Goiás, i den centrala delen av landet, 600 km sydväst om huvudstaden Brasília. Antalet invånare är 7 004.
Omgivningarna runt Chapadão do Céu är huvudsakligen savann. Runt Chapadão do Céu är det mycket glesbefolkat, med 2 invånare per kvadratkilometer.